# Рейшель, Бернар
Бернар Рейшель (фр. Bernard Reichel; 3 августа 1901, Невшатель — 10 декабря 1992, Лютри) — швейцарский композитор и органист.
Учился в Базельской консерватории, в том числе у Германа Зутера, затем в Женеве у Эмиля Жака-Далькроза и органиста Уильяма Монтилье и, наконец, в Париже у Эрнста Леви. С 1925 года жил и работал в Женеве. Помимо карьеры органиста, преподавал сначала в Институте Жака-Далькроза, затем в Женевской консерватории (курс гармонии). Был дружен с Франком Мартеном, посвятил его памяти «Десять прелюдий памяти ушедшего друга» (фр. Dix Préludes «A la mémoire d’un ami disparu»; 1975).
Автор двух симфоний, трёх сюит для камерного оркестра, ряда инструментальных концертов — в том числе альтового (1956), написанного для сына композитора Даниэля Рейшеля, скрипача и альтиста (а позднее дирижёра, записавшего ряд сочинений своего отца). Кроме того, Рейшелю принадлежит многочисленная церковная музыка, музыка для театра, песни на стихи Гёте, Новалиса, Мёрике, Ленау, Теофиля Готье, Виктора Гюго, Эмиля Верхарна и др.
В 1971 г. Рейшелю была присуждена Премия города Женевы.